# اینیسفیل (آلبرتا)
اینیسفیل (انگلیسی: Innisfail)، شهری در منطقهٔ آلبرتای مرکزی استان آلبرتا واقع در کشور کانادا است.

## جمعیت
بر اساس سرشماری ۲۰۱۵ میلادی جمعیت اینیسفیل ۷۹۵۳ نفر، با اندکی افزایش نسبت به سرشماری جمعیت ۲۰۱۲ با ۷۹۲۲ نفر بوده‌است. ۴۲ درصد از کل جمعیت را مردان و زنان ۴۳ درصد را تشکیل می‌دهند. (جنسیت ۱۳ درصد از جمعیت ابراز نشده‌است)